# Айо
Вижте пояснителната страница за други личности с името Айо.
Айо е един от двамата сина на легендарната лангобарска кралица Гамбара (Gambara), който заедно с брат си е първи херцог на лангобардите. Предвождани от Айо и Ибор, лангобардите напускат Скандинавия и се отправят към Средна Европа, където побеждават вандалите амбри и аси. Тази миграция на лангобардите вероятно се е случила през първи век пр. Хр.
- Синът на херцог Айо Агелмунд е негов наследник във воденето на лангобардите.
- Единствената дъщеря на Агелмунд живее при българите в плен.